# Lorenzo Capicchioni
Lorenzo Capicchioni (sinh ngày 19 tháng 1 năm 2002) là cầu thủ bóng đá San Marino chơi ở vị trí tiền vệ cho câu lạc bộ S.S. Cosmos và Đội tuyển bóng đá quốc gia San Marino.

## Sự nghiệp thi đấu quốc tế
Capicchioni ra mắt quốc tế cho San Marino vào ngày 18 tháng 11 năm 2022 trong 1 trận đấu giao hữu gặp Saint Lucia, trận đấu đó kết thúc với tỷ số hòa 1–1.

## Thống kê sự nghiệp

### Quốc tế
Tính đến 17 tháng 6 năm 2023
| San Marino | San Marino | San Marino |
| Năm        | Trận       | Bàn thắng  |
| ---------- | ---------- | ---------- |
| 2022       | 2          | 0          |
| 2023       | 2          | 0          |
| Tổng cộng  | 4          | 0          |